# استان پیتسانولوک

نقشهٔ تایلند و جایگاه استان فیتسانولوک.

استان فیتسانولوک (به انگلیسی Phitsanulok) یکی از استانهای کشور تایلند است. مساحت آن 10815 کیلومترمربع می‌باشد. جمعیت این استان در سال ۲۰۰۰ بالغ بر ۷۹۲۰۰۰ نفر برآورد شده‌است.
استان فیتسانولوک از نظر تقسیمات کشوری بخشی از ناحیه مرکزی تایلند به حساب می‌آید. مرکز این استان شهر فیتسانولوک است.